# Зейлігер-Рубінштейн Євгенія Йосипівна
Євгенія Йосипівна Зейлігер-Рубінштейн (1890 — 1969) — радянський педагог, психолог, професор.

## Біографія
Є. Й. Зейлігер-Рубінштейн народилася  у 1890 році.
Закінчила Одеські вищі жіночі курси. Протягом двох років навчалася у Дошкільному педагогічному інституті в Берліні.
Наукову та педагогічну діяльність почала в Одеському інституті народної освіти, викладала дошкільне виховання на факультеті соціального виховання. Під керівництвом М. М. Ланге розробляла проблеми теорії та практики дитячої гри.
В 1922 році переїхала до Петрограду, де працювала у педагогічному інституті імені О. І. Герцена та під керівництвом  М. Я. Басова  займалася розробкою методики об'єктивного спостереження.
У 1935 році присвоєно вчене звання професора. У 1963 році захистила  докторську  дисертацію «Питання виховання у житті та творчості О. І. Герцена».
Померла в 1969 році в Ленінграді

## Наукова діяльність
Займалася проблемами розвитку інтересу дітей до навчання, вивчала психологічні особливості дітей дошкільного віку, досліджувала роль, значення та внутрішні механізми ігрової діяльності, питання виховання дітей дошкільного віку, аналізувала проблеми історії педагогіки.

#### Праці
- Игры/ Е. О. Зейлигер-Рубинштейн. — Одесса: Госиздат, 1922. — 24 с.

- Педагогические взгляды А. И. Герцена / Е. И. Зейлигер-Рубинштейн. –  2-е издание, дополненное и переработанное. — М.: ГУПИ МП РСФСР, 1962. — 192 с.

- Н. П. Огарев о воспитании и народном образовании/ Е. И. Зейлигер-Рубинштейн. — М.: Просвещение, 1966. — 151 с.

- Очерки по истории воспитания и педагогической мысли/ Е. И. Зейлигер- Рубинштейн. — Л.: ЛГУ, 1978. — 108 с.

## Відзнаки
- В 1963 році стала лауреатом премії імені К. Д. Ушинського.